# Pampa Elera Baja
Pampa Elera Baja es un caserío peruano ubicado en el distrito de Las Lomas, perteneciente a la provincia y departamento de Piura, al norte del Perú. 

## Ubicación
Pampa Elera Baja se ubica al noreste de la provincia de Piura, en el distrito de Las Lomas, en el departamento de Piura.

## Demografía
En 2017 Pampa Elera Baja tenía una población de 638 habitantes.
| Gráfica de evolución demográfica de Pampa Elera Baja entre 1993 y 2017 |
|                                                                        |
| Fuentes: Población 1993 y 2017                                         |